# Marek Adamski (działacz społeczny)
Marek Adamski (ur. 1 maja 1876 w Zielonejgórze, zm. 12 grudnia 1938 w Śremie) – polski działacz polityczno-społeczny, brat Stanisława Adamskiego.

## Życiorys
W roku 1897 Marek Adamski w ślad za swym starszym bratem Stanisławem, wstąpił do Seminarium Duchownego w Poznaniu. W trakcie studiów angażował się w życie polityczne miasta, co w końcu skłoniło go do porzucenia planów o zostaniu duchownym. Przeciwstawiał się germanizacji, działając w stowarzyszeniach oświatowych, między innymi w Towarzystwie Pomocy Naukowej.
Po wybuchu I wojny światowej działał w tajnej organizacji walczącej o odrodzenie państwowości polskiej w Wielkopolsce, na której czele stał jego brat Stanisław. Po zakończeniu wojny wyjechał z Poznania do Śremu, gdzie zajmował się nauczaniem dzieci i młodzieży wiejskiej. Tam też zmarł w roku 1938, wskutek powikłań po przebytym zapaleniu płuc.